# 쑹훙루역
쑹훙루역(중국어: 淞虹路站, 영어: Songhong Road Station)은 중화인민공화국 상하이 장닝 구에 톈샨시루(天山西路)와 쑹훙루(淞虹路)에 위치한 지하철 2호선 역이다. 지하 섬식 지하철 역사로 구조로 되어 있으며, 서쪽 출발의 기점이 되는 역이다.

## 역사
- 2006년 12월 30일 2호선 역사 오픈

## 지하철역
- 상하이 지하철 2호선

## 역구조
1면 2선의 지하 역사이다.

## 역주변
- 신징 공원(新涇公園)
- 둥화대학 국가대학 과기원(東華大學國家大學科技園)
- 신징 중학교(新涇中學)
- 훙챠오루 초등학교(淞虹路小學)

## 버스 환승
74, 74B, 141, 750, 808, 825, 836, 846, 855, 新涇環線, 安红线

## 출구
- 1번 출구 : 톈산시루(天山西路), 홍챠오루(淞虹路)
- 2번 출구 : 톈산시루(天山西路), 홍챠오루(淞虹路)
- 3번 출구 : 톈산시루(天山西路), 이츄롄화(易初莲花)
- 4번 출구 : (미개방) 푸촨루(福泉路)
- 5번 출구 : (미개방) 진종루(金鐘路)